# 阿尔巴尼亚1912年总起义
阿尔巴尼亚1912年总起义也被称为阿尔巴尼亚独立战争，是阿尔巴尼亚人民最后一次反抗奥斯曼帝国统治的起事，起事的時間為1912年1月至1912年8月 。1912年9月4日，高门同意阿爾巴尼亞人的要求，起事结束。 